# パパと娘のハネムーン
『パパと娘のハネムーン』（原題:Like Father）は2018年に配信されたアメリカ合衆国のコメディ映画である。監督はローレン・ミラー・ローゲン（セス・ローゲンと2011年に結婚）。主演はクリスティン・ベルとケルシー・グラマーが務めた。なお、本作はローゲンの映画監督デビュー作でもある。

## 概略
広告会社で働くレイチェルはワーカーホリックであった。レイチェルは結婚式の最中も仕事に没頭していたばかりに、彼氏から別れを告げられてしまった。そんな折、レイチェルの目に思わぬ人物の姿が飛び込んできた。その人物とはレイチェルの父親、ハリーであった。ハリーとレイチェルは長らく疎遠だったが、娘の結婚を知ったハリーはこっそり式場に駆けつけていたのである。その後、レイチェルは久しぶりに父親と酒を飲んだ。
酔いつぶれたレイチェルが目を覚ますと、そこは新婚旅行で乗る予定だった豪華客船の中であった。驚くべきことに、その船にはハリーも乗船していた。レイチェルは一刻も早く仕事に戻ろうとしたが、船に乗ってしまった以上、それは叶わぬ願いであった。その一方、ハリーはバカンスを満喫していた。
本作はクルーズ旅行を通して、一組の父娘が家族の絆や人生の意味を再発見していく姿を描き出していく。

## キャスト
- クリスティン・ベル - レイチェル・ハミルトン（吹替：園崎未恵）
- ケルシー・グラマー - ハリー・ハミルトン（吹替：森田順平）
- セス・ローゲン - ジェフ（吹替：遠藤純一）
- ポール・W・ダウンズ - ジム（吹替：藤田大助）
- ザック・アペルマン - スティーヴ
- レナード・ウーツ - ベス
- ブレア・ブルックス - ベス
- アンソニー・ラチューラ - レナード
- メアリー・ルーラム - シャーリー
- ブレット・ゲルマン - フランク・ルリュー
- ローレン・ミラー・ローゲン - 疲れ切った女性
- ジョン・フォスター - オーウェン
- キミコ・グレン - ジーナ

## 製作
2017年7月13日、クリスティン・ベルとケルシー・グラマーが本作の出演交渉に臨んでいると報じられた。11月15日、ロジャー・ニールが本作で使用される楽曲を手掛けるとの報道があった。2018年6月18日、本作のオフィシャル・トレイラーが公開された。

## 評価
本作に対する批評家からの評価は平凡なものに留まっている。映画批評集積サイトのRotten Tomatoesには41件のレビューがあり、批評家支持率は46%、平均点は10点満点で5.2点となっている。サイト側による批評家の見解の要約は「『パパと娘のハネムーン』は優れた才能を有する俳優たちを予測可能なストーリーの中に放り込んでしまった。しかも、同作はロマコメというジャンルに存在する負のステレオタイプに対して何らの抵抗もしていない。」となっている。また、Metacriticには15件のレビューがあり、加重平均値は52/100となっている